# Danh sách nhân vật trong Dragon Ball

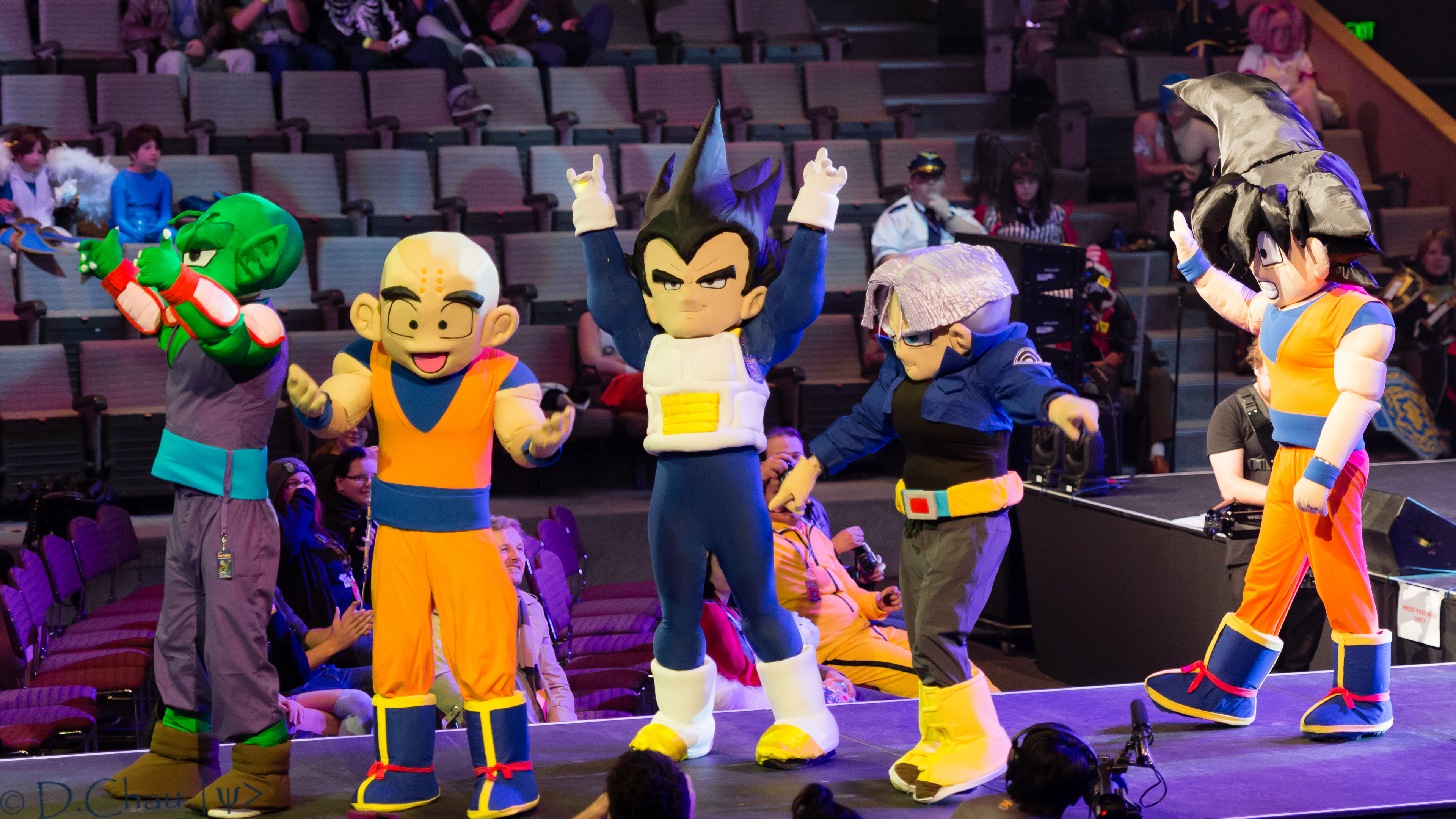
Một số nhân vật trong truyện

Dưới đây là danh sách các nhân vật trong anime và manga Dragon Ball của tác giả Toriyama Akira.
Câu chuyện bắt đầu từ cuộc gặp gỡ giữa một cậu bé sống trong rừng rậm tên là Son Goku và Bulma, một người đang trên đường đi tìm Bảy viên ngọc rồng. Truyền thuyết kể rằng ai tìm đủ Bảy viên ngọc rồng thì rồng thần sẽ xuất hiện và thực hiện 1 điều ước của người đó. Trên đường đi tìm Bảy viên ngọc rồng, Goku đã gặp Yamcha, Puar, Oolong và họ trở thành bạn. Cậu bé còn được gặp Quy lão tiên sinh và ông ấy tặng cho Cân đẩu vân. Sau này cậu được ông ấy nhận làm đệ tử với người bạn đồng môn tốt bụng Krillin. Sau 1 năm học với Quy Lão, Goku đã tham gia Đại hội võ thuật và đạt danh hiệu Á quân. Sau khi đánh bại đại ma vương Piccolo, Piccolo con tới đại hội võ thuật thách đấu Goku. Trong trận đấu đó Goku đã chiến thắng và giành giải quán quân. Và sau đó Goku cưới Chichi làm vợ và sinh một đứa con và đặt tên đứa con đó là Gohan.
Son Goku
Son Goku (孫悟空 (Tôn Ngộ Không) Son Gokū) là nhân vật chính của manga Dragon Ball. Goku có gốc là một chiến binh của dân tộc Saiya, hiện đang sống và chiến đấu bảo vệ Trái Đất. Cha anh là tướng quân Badock đã hy sinh sau cuộc tấn công của Freiza. Goku được phái xuống để thống trị Trái Đất trong hình hài một con khỉ khổng lồ. Goku được Son Gohan, người mà anh coi là ông nội cảm hoá và nuôi dưỡng. Ở trong rừng sâu khi còn quá nhỏ, Goku là một cậu bé rất trong sáng và tốt bụng. Sau khi gặp Bulma, cuộc đời cậu bắt đầu một bước ngoặt mới. Kể từ đó. biết bao nhiêu lần cậu cứu Trái Đất khỏi những kẻ độc ác như 2 cha con Piccolo (Dragon Ball), Vegeta (Dragon Ball Z), Android (Dragon Ball Z), Cell (Dragon Ball Z), Majin Buu (Dragon Ball Z) và gần đây nhất là Frieza (Dragon Ball Z: Fukkatsu no F). Nhờ chăm chỉ luyện tập và luôn không ngừng thách thức giới hạn của mình, cậu đã vươn lên thành một trong những người mạnh nhất vũ trụ.
Bulma
Bulma (ブルマ Burumā) là đại tiểu thư của tập đoàn Capsule. Bulma xuất hiện ngay từ những tập đầu của bộ truyện. Cô chính là người khởi xướng và rủ Son Goku đi tìm Ngọc Rồng. Thoạt đầu Bulma quen với Yamcha nhưng về sau cô lại cưới Vegeta vì tính cô vốn thích người chững chạc và nam tính.
Vũ Thiên Lão Sư
Vũ Thiên Lão Sư (武天老師 Muten Roshi) là trưởng môn của Quy môn phái và là người thầy đầu tiên của Son Goku. Ông là người đã sáng tạo ra chiêu thức nổi tiếng Kamehameha, sau này ông truyền lại nó cho Son Goku. Ông còn được biết đến với tên gọi Quy lão tiên sinh hoặc Thần rùa. Cái tên Jakie Chun (được ông dùng trong Đại hội võ thuật) bắt nguồn từ tên của Jakie Chan.
Krillin
Krilin (クリリン Kuririn) bạn thân của Son Goku là những học trò của Quy lão tiên sinh. Krilin đã từng học võ Thiếu Lâm 8 năm và sau đó anh quyết định tìm Quy lão tiên sinh để bái sư. Krillin là người Trái Đất mạnh nhất trong nhóm bạn và dưới nét vẽ của tác giả, anh không có lỗ mũi. Sau này Krillin kết hôn với Số 18 và có một đứa con gái tên Maron.
Yamcha
Yamcha (ヤムチャ Yamucha) Yamcha trước đây vốn là trùm cướp bóc nhưng lại chuyên gia nhát gái, để chữa cái bệnh ấy, anh đã theo Bulma, Goku, Oolong đi tìm ngọc để cướp điều ước. Sau này anh không làm cướp nữa, trở thành bạn tốt của nhóm Goku và được Quy lão Kame nhận làm đệ tử.
Puar
Puar (プーアル Pūaru) Là con mèo của Yamcha. Puar cũng có phép biến hình như Oolong và cũng là bạn cùng lớp lúc xưa. Lúc ở lớp học Puar nổi tiếng là chuyên gia đái dầm.
Oolong
Oolong (ウーロン Ūron) Là một con lợn có phép biến hình, được Goku thu phục trên đường đi tìm ngọc rồng. Oolong luôn làm phiền nhóm bạn Goku nhưng đôi lúc lại rất có ích.
Chi Chi
Chi Chi (チチ Chichi) là vợ của Son Goku, nhân vật chính của bộ truyện. Chi Chi là con gái của đại vương Giuma đầu bò, người từng giết hại rất nhiều người để bảo vệ kho báu của mình, cho đến khi đại vương giuma biết được lỗi lầm của mình và nhờ Son Goku đi tìm giúp Chi Chi (đang bị lạc). Thế là trong lúc bay trên Cân Đẩu Vân với Chichi, Goku vô tình hứa kết hôn với cô (tất nhiên là anh không biết gì về chuyện này).
Gyumao
Gyūmaō (牛魔王 (Ngưu Ma Vương)) Là một người đã từng giết hại nhiều sinh linh để bảo vệ kho báu. Ông là cha của Chi Chi. Trước đây ông cũng là học trò của Quy lão Kame và là sư huynh đệ của Son Gohan (ông nội).
Launch
Launch (ランチ Ranchi) Một cô gái có đặc điểm lạ là sau khi hắt xì, tính cách lại thay đổi từ một cô gái hiền dịu trở thành một gangster. Đầu bộ truyện khi Launch trở thành nữ tặc thì nhóm bạn Goku khốn đốn cực kỳ. Sau này lúc biến này nữ tặc thì tính cách hiền hơn nhưng hành động thì còn tuỳ tiện (nã súng lung tung, có cướp bóc,...). Sau này cô và Tien Shinhan cưới nhau. Tác giả Toriyama đã quên mất nhân vật này khi phát triển truyện.
Tiên mèo Karin
Karin (カリン Korin) Là một mèo tiên huyền thoại sống khoảng hơn 800 tuổi. Karin đã giúp Son Goku rất nhiều lần đặc biệt là lúc Goku chiến đấu với Tao Pai Pai, Karin đã cho Goku uống Siêu Thánh Thủy vào lúc Goku Chiến đấu với Piccolo.
Tien Shinhan
Ten Shinhan  (天津飯 (Thiên Tân Phạn)) là học trò của Hạc Môn Phái và sư phụ là Hạc Lão Tiên Sinh. Là anh trai của Chiaotzu. Cả cậu và Chiaotzu đều do Hạc lão nuôi từ bé. Cậu đã được Hạc lão huấn luyện để trở thành sát thủ nên đầu bộ truyện cậu là một con người lạnh lùng và vô cảm. Nhưng sau này cậu được Goku và Lão rùa Kame cảm hoá và Shinhan trở thành một đồng minh tích cực của nhóm Goku.
Chiaotzu
Chiaotzu (餃子 (Giáo Tử) Chaozu) Em trai của Tien Shinhan. Chiaotzu nổi bật với khuôn mặt tròn và hai dấu tròn đỏ hai bên má. Chan-xư là một người thành thạo về môn Siêu nhiên lực và Thôi miên nhưng lại siêu ngu về Toán.
Yajirobe
Yajirobe (ヤジロベー Yajirobē) là một Samurai sống trong rừng từ bé. Yajirobe có giọng nói khá giống Krillin và tham ăn giống Goku. Sau này Yajirobe lên tháp Karin đi theo tiên mèo.
Piccolo
Piccolo (ピッコロ Pikkoro) hay Piccolo Jr. là sự tái sinh và con trai cuối cùng của bản gốc (Piccolo Đại Ma Vương), và được sinh ra để trả thù cho cái chết của cha mình vào tay của Goku.
Piccolo Đại Ma Vương ban đầu là bản thể ác của Thượng đế. Khi một bên chết thì bên còn lại không được sống. Thượng đế dùng chiêu "Ma phong ba" phong ấn Piccolo lại. Sau đó Piccolo được Pilaf giải ấn.
Khi Raditz tấn công bố con Goku, Piccolo và Goku đã liên kết với nhau để cứu lại Gohan. Goku giữ Raditz lại để Piccolo kết liễu cả hai. Goku chết và tập luyện cùng Thần vũ trụ, chuẩn bị cho cuộc chiến một năm sau với hai người Saiya khác là Vegeta va Nappa. Piccolo huấn luyện con của Goku là Gohan trở thành một chiến binh mạnh mẽ. Một năm sau, Piccolo hi sinh, Thượng đế cũng chết theo, Rồng thần hoá đá. Sau khi được hồi sinh bởi Rồng thần Namek, Piccolo chiến đấu cùng Goku chống lại Frieza tại Namek. Piccolo cũng dần dần được thiện hoá.
Piccolo sau cùng nhập thân cùng Thượng đế và trở thành Super Namek chiến đấu chống lại Cell. Ngôi thượng đế được truyền lại cho Dende.
Trong Dragon Ball Super, Piccolo sống cùng vợ chồng Gohan và làm bảo mẫu cho Pan.
Son Gohan
Son Gohan (孫悟飯 (Tôn Ngộ Phạn) Son Gohan) là con trai cả của Goku và Chichi, anh trai của Son Goten. Gohan là nhân vật có thời niên thiếu vô cùng khắc nghiệt khi từ nhỏ phải rời xa gia đình học võ từ Piccolo, sau đó cùng với Krillin đến hành tinh Namek vào sinh ra tử không biết bao lần. Gohan rất ham học và ước muốn trở thành học giả nhưng số phận đẩy đưa, anh đã từng chiến đấu một mình với Freiza, Cell và Super Buu. Khi nổi giận, Gohan không thể khống chế mình và cũng là lúc đánh thức giới hạn sức mạnh của bản thân.
Vegeta
Vegeta (ベジータ Bejita) là vị hoàng tử kiêu hãnh của tộc Saiya. Anh và cha mình cùng với cha con Freiza đã thống lĩnh toàn bộ thiên hà 307 trước khi Freiza làm phản. Sau này anh là chồng của Bulma, cha của Trunks và Bulla, và anh trai của Table. Là một trong những nhân vật nổi bật trong truyện. Vegeta là tấm gương của lòng đố kỵ và háo thắng. Anh luôn xem Goku là kẻ địch duy nhất và sẵn sàng làm mọi thứ để đánh bại Goku. Bề ngoại lạnh lùng, độc đoán, anh lại rất yêu con trai mình và đã 2 lần xả thân cứu mọi người. Trong trận chiến với Kid Buu anh đã nhận ra được tấm lòng của Goku.
Dende
Dende (デンデ) là cậu bé người Namek. Sau khi Krillin và Gohan cứu cậu khỏi quân của Frieza, cậu bé đã giúp Krillin và Gohan khá nhiều trong việc truy tìm Ngọc rồng thần Namek (lúc chiến đấu với Frieza). Sau này Dende được nối ngôi Thượng đế.
Số 18
Số 18 (人造人间18号 Jinzōningen Ju Hachi Go) là một người máy sinh học mạnh mẽ cùng với em trai mình, Số 17. Sau khi được sinh ra bởi nhà bác học Gero, cô đi cùng Số 17 và Số 16 để giết Goku, mặc dù họ đang bị gián đoạn bởi Cell và Z Fighters nhiều lần. Cô và số 17 cuối cùng bị hấp thụ bởi Cell, nhưng sau đó nhờ Gohan, Cell đã nôn cô ra. Krillin đã không thể xin Rồng thần biến Poc thành người thật nhưng đã gỡ bỏ quả bom tự huỷ trong người cô và pic, có thể vì thế mà cô đã có tình cảm với Krillin. Họ kết hôn và có một con gái tên là Marron.
Son Goten
Son Goten (孫悟天 (Tôn Ngộ Thiên)) là đứa con út của Goku và Chichi. Goten nằm trong bụng mẹ trong thời gian Goku dưỡng sức ở nhà trước khi bắt đầu trò chơi của Cell. Goten và Trunks là niềm hy vọng duy nhất của mọi người trong trận chiến với Super Buu nhờ chiêu thức Fusion Dance. Là bạn thân của Trunks và nhỏ hơn Trunks 1 tuổi.
Videl
Videl (ビーデル Bīderu) Là con gái của Mr.Satan và là vợ của Son Gohan. Họ có một con gái là Pan. Videl ban đầu là một tiểu thư mạnh mẽ và kiêu ngạo vì bố mình là "người mạnh nhất thế giới". Tuy nhiên khác với ông bố, cô biết võ công và luôn nghiêm túc rèn luyện. Là con gái của Satan và hay đi hành hiệp, cô cũng được mọi người hâm mộ như bố. Cô học cùng lớp với Gohan và ngay lập tức để ý tới anh chàng quái dị này. Sau khi biết Gohan cải trang thành Great Saiyaman đi hành hiệp, cô ép cậu phải dạy võ lẫn thuật bay cho mình.
Trunks
Trunks (トランクス Torankusu) là con trai của Vegita và Bulma. Có hai bản thể. Trunks tương lai là một thanh niên trẻ tuổi trải qua tuổi thơ không có tình thương của bố và phải chứng kiến sự mất mát tột cùng khi Cell xuất hiện. Cậu cùng mẹ Bulma chế tạo cỗ máy thời gian để quay ngược lại quá khứ để cứu lại tất cả. Trunks hiện tại là cậu nhóc chơi thân với Goten, hiếu chiến và kiêu ngạo giống bố.
Mr. Satan
Santa (Mr.サタン) cha của Videl (vợ của Gohan) là đương kim vô địch của các kì đại hội võ thuật. Là một người cơ hội, háo danh và tự cao. Sau khi Gohan tiêu diệt Cell, Satan đã cướp công và nhận mình là vị cứu tinh của toàn nhân loại. Thành phố Cell phá huỷ đã được xây dựng lại mang tên ông và ông còn được xem như là tấm gương của các vị anh hùng. Trong trận chiến cuối cùng với Kid Buu, ông đã thuyết phục mọi người Trái Đất đóng góp sức mạnh cho GoKu và cứu Vegeta khỏi trận chiến. Ông cũng góp phần cảm hoá Buu.
Majin Buu (mập)
Majin Buu (魔人ブウ) Bản Buu thứ hai trong Dragon Ball. Buu đầu tiên được tạo ra bởi thuật sĩ độc ác Bibidi, Buu đến nơi ở của Kaioshin và hấp thụ Nam Kaioshin và Đại Kaioshin nên thành Buu Mập. Buu Mập luôn vui tươi, cười nói, ngây thơ như một trẻ em. Nguyên nhân do tác giả, Bibiđây đã cho vào bộ não của Buu "Giết người là trên hết" nên Buu đã tàn sát người dân một cách vô tư như một trò chơi. Nhờ Satan và cún con cảm hoá, Buu đã cải tà quy chính. Trong Baby Saga, Buu và Ưb kết hợp và Majuub được sinh ra.
Pan
Pan (パン) Là cháu gái của Goku. Pan là con gái của người Saiya lai đầu tiên xuất hiện trong loạt, Gohan, và con người, Videl.
Uub (ウーブ Ūbu) Là Kid Buu được đầu thai kiếp khác. Được Goku nhận làm đồ đệ và sau đó Goku dắt Uub lên tầng mây thứ chín tu luyện (Trong Vol.58 "Khúc ca khải hoàn"). Trong Baby Saga, Uub và Buu Mập đã kết hợp, và Majuub được sinh ra.

## Nhân vật phụ
Pilaf
Pilaf (ピラフ Pirafu) Một kẻ nuôi ý chí làm bá chủ Trái Đất. Pilaf và đồng bọn luôn tìm cách tiêu diệt Goku nhưng lần nào cũng bị Goku dần cho một trận tơi tả. Trong GT, Pilaf đã ước Rồng Thần Đen cho Goku teo nhỏ.
Bố con Upa & Bora Là hai bố con thổ dân sống ở dưới tháp Karin có nhiệm vụ bảo vệ thánh địa ở đó. Bố Upa đã từng bị Tao Pai Pai giết chết nhưng được Goku nhờ rồng thiêng hồi sinh.
Son Gohan (ông)
"Đại thần" Son Gohan (大神孫悟飯 (Đại thần Tôn Ngộ Phạn) Daijin Son Gohan) Ông đã nhặt được Goku bị bỏ trong rừng nên đã nhận về nuôi. Lúc đầu, Goku dữ dội, phá phách lung tung. Trong một ngày, Goku bị va đầu vào đá nên quên hết những gì ở Saiya. Theo đặc điểm của người Saiya, cứ mỗi khi nhìn vào trăng tròn thì họ lại bị biến thành con khỉ đột khổng lồ và bị mất đi ý thức, chính vì thế vào 1 đếm trăng tròn, Goku đã biến thành khỉ đột khổng lồ không biết nhận thức gì mà chỉ biết phá họại mọi thứ, nên cậu đã vô tình dẫm chết người ông đã nuôi mình khôn lớn mà không hề hay biết. Sau nay Son Gohan được bà thầy bói Baba nhận làm người của bà trong 1 ngày với cái tên Thỏ đầu bạc. Ông cũng là một học trò của Quy Lão Kame
Mr. Popo
Mr. Popo (ミスター・ポポ Misutā Popo) Là hầu cận của Thượng đế và là hầu cận sau này của Dende. Mr. Popo do có da đen thui nên mọi người thường gọi là "Ông lọ nghẹ"
Số 16
Số 16 (人造人間16号 Jinzōningen Jū Roku) là một người máy cơ khí hoàn toàn, anh em với số 17 và số 18. Số 16 có nhiệm vụ duy nhất là giết Son Goku nhưng trong trận chiến chống lại Cell, anh đã hy sinh và giúp Gohan đánh thức được sức mạnh Super Saiya 2. Do là người máy nên không thể được hồi sinh.
Số 17
Số 17 (人造人間17号 Jinzōningen Jū Nana) Cũng là tác phẩm của nhà bác học Gero như Số 18. Số 17 là một tên Robot sát thủ chuyên nghiệp làm việc cho tiến sĩ Myu. Trong Dragon Ball GT, chính hắn đã hạ sát Krillin. Tuy vậy, Super 17 lại có phần lương thiện trong cơ thể.

### Các vị thần
Thượng đế
Thượng đế (聖神 (Thánh thần) Kami-Sama) Thượng đế vốn là một bản thể hợp nhất với Piccolo. Thượng đế là nửa thiện, Piccolo là nửa ác. Trước đây Thượng đế cũng biết sự tồn tại của vị Thượng đế trước nên cũng lên tầng mây thứ chín như Goku. Để được nối ngôi vị Thượng đế cũ, Thượng đế đã tống cái ác trong cơ thể mình (tức Piccolo) để được lên ngôi. Thượng đế và Piccolo là hai nửa của một bản thể sáng tạo ra rồng thần Trái Đất. Trong cuộc chiến, Thượng đế cũng bị chết khi Piccolo bị Nappa giết nhưng sau đó được rồng thần Namek cứu sống.
Kai-o
Kaiō (界王 (Giới Vương)) hay Kaiō Bắc (北の界王 (Bắc Giới Vương) Kita no Kaiō)Là vị thần đứng đầu toàn vũ trụ phía Bắc. Ông là một người vui tính và thích chơi chữ. Ông luôn xích mích với Kaio Tây. Kaio ở cuối con đường rắn đi từ âm phủ (dài 100.000 km). Để được Kaio nhận làm đệ tử, Goku đã phải rất cực khổ mới gặp được. Sau này để tiêu diệt được Cell, Goku đã dịch chuyển Cell tới chỗ Thần vũ trụ và thế là nơi ở của Thần vũ trụ bị nổ tan tành.
Shenlong (Thần Long)
Shenlong (神龍 (Thần Long) Shenron) Là Rồng thần của Trái Đất. Rồng thần có thể cho ta một điều ước bất kỳ. Sau khi thực hiện xong điều ước, ngọc rồng phân ra bảy phương khác nhau. Sau khi Rồng thiêng được Dende hoàn sinh, thay vì cho 1 điều ước như trước kia, Rồng thiêng sẽ cho 3 điều ước như Rồng Namek.
Porunga (Thần Long Namek)
Porunga (ポルンガ) Đây là Rồng thần của Namek. Khi ai đó thực hiện mong muốn với Rồng Namek, những lời chúc phải nói bằng ngôn ngữ Namek. Rồng Namek có thể cấp 3 mong muốn. Thay vì phải đợi đến 1 năm như Rồng thiêng để ngọc rồng chuyển thể từ đá thành ngọc, ngọc của rồng Namek chỉ cần đợi 3 tháng là có thể chuyển từ đá sang ngọc. Ngọc của Rồng Namek to hơn ngọc của Rồng Thiêng và khi thực hiện xong lời ước, ngọc rồng vẫn ở tại chỗ.

## Các nhân vật phản diện

### Quân đoàn Red Ribbon
Red
Thống soái Red (レッド総帥 Reddo Sōsui) Đầu não của Red Ribbon. Bị chột một bên mắt. Lúc còn nhỏ bị mọi người chê là "Thằng lùn". Bị Tham mưu Black giành chức rồi giết chết.
Black
Tham mưu Black (ブラック参謀 Burakku Sanbō) Tham mưu của Red Ribbon. Kẻ luôn ở bên Độc nhãn đại tướng quân. Hắn đã giết Độc nhãn và giành chức.
Blue
Tướng quân Blue (ブルー将軍 Burū Shōgun) Một tên tướng có tài trong quân đội Red Ribbon. Hắn bị đồng bóng với tính cách cực kỳ sạch sẽ (một tên lính ngoái mũi hắn đã tử hình). Hắn là một kẻ cực kỳ thành thạo về siêu nhiên lực. Siêu nhiên lực của hắn đã từng làm cho nhóm Goku suýt chết.
Hắn có một nhược điểm là rất sợ chuột cống. Sau bị Tao Pai Pai giết chỉ với cái lưỡi.
White
Tướng quân White (ブルー将軍 Howaito Shōgun) là tên tướng trong Red Ribbon canh giữ tháp Muscle. Hắn là chủ nhân Hachi số 8.
Murasaki
Nhẫn giả Murasaki (忍者ムラサキ Ninja Murasaki) Một tên Ninja dưới trướng tướng quân White. Hắn là một tên Ninja bất tài vô tướng chỉ được cái mã bên ngoài.
Metallic
Trung sĩ Metallic (メタリック軍曹 Metarikku Gunsō) Một tên Robot do Tướng quân White tạo ra.
Sliver
Đại tá Silver (シルバー大佐 Shirubā Taisa) Tên quèn nhất trong Red Ribbon. Bị Goku xử lý một cách dễ dàng.
Yellow
Đại tá Yellow (イエロー大佐 Ierō Taisa) Tên lính canh giữ địa phận Karin. Hắn đã bắt cóc Upa để gây khó dễ cho người cha Polar.
Dr.Gero
Gero (げろ) Một thành viên trong Red Ribbon. Là một Robo bác học chuyên sản xuất người máy sinh học. Là cha đẻ của Số 17, Số 18, #19 và Cell. Bị nhóm Goku tiêu diệt trong Manga. Trong DBGT, lão được sống lại và cùng tiến sĩ Myu và cùng tạo ra Super Pic.
Tao Pai Pai
TaoPai Pai (桃白白 (Đào Bạch Bạch)), phiên bản tiếng Việt viết là Tàu Pảy Pảy: Em trai của Hạc lão tiên sinh. Tao Pai Pai là đệ nhất sát thủ nổi tiếng với hơn 20 năm làm nghề đâm thuê giết mướn. Trước đây Pảy Pảy bị Goku đánh trọng thương, sau này Pảy Pảy phẫu thuật chỉnh hình để trả thủ Goku và Xin Hăng thì lại bị Xin Hăng đánh trọng thương lần nữa.
Hạc tiên nhân
Hạc tiên nhân (鶴仙人 Tsuru Sennin) Là đệ tử của Võ Thái Đấu tiên sinh và là sư đệ của Vũ thiên Lão sư. Hạc lão nuôi Tian Shinhan và Chaotzu từ bé và dẫn dắt cả hai anh em Tian vào con đường sát thủ của lão. Hạc Lão là đại ca của sát thủ Tao Pai Pai.

### Frieza
Frieza (フリーザ Furīza) Là kẻ thù không đội trời chung với người Saiya. Hắn đã giết tất cả các người dân ở Saiya và Kakalát cũng chết dưới tay hắn. Frieza ban đầu xuất hiện dưới hình dáng nhỏ bé, da màu tím và đầu có 2 sừng, có chỉ số sức mạnh 530.000. Nhưng hắn có thể biến hình 3 lần, mỗi lần biến hình sức mạnh lại tăng gấp đôi, và ở hình dáng cuối cùng (hình dạng thực sự), Frieza có màu trắng và đầu trơn láng. Khi vận công tối da, Frieza có thể đấu ngang ngửa Goku - Siêu Xayda cấp 1, nhưng không thể duy trì lâu và cuối cùng bị Goku đánh bại.
Trợ giúp cho Frieza là tiểu đội sát thủ (Special Ginyu Force). Sau khi chết, Frieza lại được hồi sinh xuất hiện cùng bố nhưng chỉ rất ngắn, sau đó cả hai bị tiêu diệt bởi Ca Lích tương lai.

### Cell
セル (Seru), hay Xên bọ hung: Là tác phẩm cuối cùng của nhà Bác học Gero. Hắn là một hình thức sống nhân tạo được tạo ra bằng cách sử dụng các tế bào của một số nhân vật trong truyện, bao gồm cả Goku, Vegeta, Piccolo, Frieza và King Cold. Kết quả là, Cell có khả năng thực hiện nhiều kỹ thuật như Kamehameha, một vụ nổ năng lượng mạnh mẽ mà ông thu từ các tế bào của Goku, hay Nộ Thủ Lĩnh Phong của Frieza, hoặc đòn nội công Ma Quán Quan Sát Phát của Piccolo, và đặc biệt là khả năng tái sinh cơ thể như của Piccolo (với điều kiện là bộ não chưa bị tổn hại).
Để hoàn thiện, Cell phải nuốt chửng Android 17 và 18. Ở hình dạng hoàn thiện (Perfect Cell), Cell còn có thể sinh ra những con Cell Junior. Cell sức mạnh vượt xa Super Saiya-jin cấp 1 nhưng vẫn kém hơn Son Gohan khi cậu đạt Super Saija-jin cấp 2. Sau khi hồi sinh sau vụ nổ cơ thể, Cell đạt hình dạng cuối cùng (Super Perfect Cell), có sức mạnh còn nhỉnh hơn một Super Saija-jin cấp 2. Nhưng trong cuộc đấu Kamehameha với Gohan, do bị Vegeta làm phân tâm nên Cell đã bị đòn Kamehameha của Gohan tiêu diệt

### Majin Buu
Ma Bư Còm (Evil Buu)
Ma Bư Còm (魔人ブウ（純粋悪） Evil Boo) Ma Bư Còm từ từ hình thành trong cơ thể Ma Bư Mập. Ma Bư Còm được hình thành bởi cái ác của Ma Bư Mập. Lúc Satan và Cún cho bị bắn, mức độ khí ác trong Ma Bư Mập lên tới cực điểm, và Ma Bư Gầy được phóng thích. Sau một hồi đấu với Ma Bư Mập, Ma Bư Còm lừa Ma Bư Mập vào bẫy và biến Ma Bư Mập thành Sôcôla. Ma Bư Gầy đã ăn miếng Sôcôla đó và tiến hoá thành Super Bư.
Super Bư (Super Buu)
Super Buu (魔人ブウ（悪） Super Boo) Tiến hoá từ Ma Bư Còm. Lúc chiến đấu với Piccolo, Gotenks và Gohan, Super Buu đã nuốt họ vào cơ thể nhằm nâng cao sức mạnh. Lúc chiến đấu với Goku và Vegeta, Ma Bư Còm bị Ma Bư Mập làm náo động bên trong cơ thể. Và do không chịu đựng nổi, Super Buu Bư đã nôn ra Ma Bư Mập. Và đó từ Super Bư suy giảm thành Kid Bư.
Kid Bư (Kid Buu)
Kid Bư (魔人ブウ（純粋） Kid Boo) Là bản thể đầu tiên của sự hung ác. do vì Vegeta và Goku rút mabu béo ra lên hắn đã trở lên hung bạo

## Các chủng tộc người ngoài Trái Đất

### Saiya và Super Saiya-jin
Saiya Là một chủng tộc người sống trên hành tinh Plant - Vegeta sau này (Episode of Bardock). Tên gọi Saiya (phát âm tiếng Việt: Xay-da) có liên hệ đến cụm từ Sai yan (tiếng Trung: 西人; tiếng Quảng Đông: sāi yàn, Tây Dương nghĩa là người phương Tây). Người Saiya có hình dạng bên ngoài rất giống người Trái Đất (Chỉ khác có đuôi khỉ rất dài sau mông, đuôi có thể mọc lại sau khi bị đứt), mắt đen, tóc đen nhánh và không bao giờ mọc dài, rất phàm ăn và hiếu chiến, hiếu sát. Họ có tiềm năng chiến trận rất lớn, sau mỗi lần bị thương nặng và hồi phục lại, sức mạnh của họ lại tăng gấp bội. Mỗi khi nhìn vào trăng tròn, họ lại biến thành khỉ đột khổng lồ với sức mạnh tăng gấp 10 lần (Tập 2-Dragon Kai), ngoài đặc điểm này, họ còn có khả năng biến thành Super Saiya-jin (Có thể đánh bại Frieza), theo truyền thuyết cứ sau chu kỳ hai ngàn năm sẽ xuất hiện một người Saiya được thần linh ban cho sức mạnh khủng khiếp và võ công vô địch (Tập 31-Dragon ball Kai), nhưng sau Goku, các siêu saiyan mọc ra như nấm. Trong các bản mở rộng, xuất hiện Siêu saiyan huyền thoại là Broly. Có 3 cấp Super Saiya-jin đã xuất hiện trong truyện, Goku là người duy nhất đạt tới cấp 3. Trong Anime Battle of God thì Goku đạt tới Super Saiya-jin God là cấp độ Super Saiya-jin mạnh nhất tính tới hiện giờ. Người Saiya phục vụ dưới trướng Frieza (kẻ thuộc gia tộc mạnh nhất vũ trụ khi đó), từng bước đưa quân đội và gửi các chiến binh của mình đến thôn tính các hành tinh khác trong vũ trụ. Lo sợ trước sức mạnh và khả năng chiến đấu của người Saiya, Frieza đã đột kích, tiêu diệt hành tinh và người Saiya, chỉ còn 8 người là Kakarotto, Vegeta, Nappa, Raditz, cha con Broly, Turles và Tarble (em trai Vegeta) còn sống sót.
Radditz
Radditz (ラディッツ Radditsu) Anh trai ruột của Goku. Radditz là một người đầy tham vọng, luôn khinh địch, chủ quan trong các trận đấu. Có sức mạnh vào khoảng 1200 đơn vị. Radditz xuất hiện đầu tiên lúc 5 năm sau khi Piccolo và Goku đại chiến ở Đại hội võ thuật. Radditz tìm thấy Goku ở Kame House lúc Goku đưa Gohan thăm Bulma, Rùa, và Quy lão. Hắn đánh bại Goku và mọi người, bắt Gohan với mục đích quy phục lại Goku. Sau đó bị Goku khống chế và Picollo kết liễu cả hai.
Nappa
Nappa (ナッパ) Một chiến binh cấp trung của quân đoàn Saiya. Có sức mạnh khoảng hơn 3000 đơn vị (khá là cao so với người Trái Đất). Hắn xuất hiện lần đầu trong vol 23 của bộ truyện với cái đầu trọc và cơ thể khá nặng nề. Sau khi thua Goku, Vegeta khinh hắn là vô dụng và tự tay kết liễu.
Hắn khinh địch và chủ quan giống hệt Radditz. Hắn đã giết Chaotzu, Ten Shinhan và Piccolo trong trận chiến khi hắn và Vegeta mới đổ bộ, nhưng sau đó bị Goku đánh trọng thương và đã bị Vegeta giết chết một cách không thương tiếc. Trong Dragon Ball GT, hắn đã được tiểu đội sát thủ hồi sinh nhằm mục đích thu phục hắn vào tiểu đội. Nhưng chỉ sau một thời gian ngắn, hắn lại bị Vegeta giết một lần nữa.
Vegito
Hợp thể Goku và Vegeta khi sử dụng bông tai Potara. Vegito mang giọng nói kép có chứa cả Goku và Vegeta. Trong manga, Vegito được xuất hiện đầu tiên và duy nhất trong trận chiến với Kid Buu. Vegito mang khuôn mặt của Goku nhiều hơn Vegeta ở dạng bình thường nhưng khi biến thành Super Saiya-jin, Vegito lại có khuôn mặt giống Vegeta hơn Goku.
Gotenks
Gotenks (ゴテンクス Gotenkssu) Là hợp thể của Trunks và Son Goten khi sử dụng Fusion Dance. Gotenks mang giọng nói kép có chứa cả Trunks và Goten. Gotenks xuất hiện đầu tiên vào Dragon Ball Z trận chiến với Super Buu. Tóc của Gotenks có màu đen (Goten) và đằng sau có ánh tím (Trunks). Gotenks mang tính chất kiêu ngạo của Trunks và tính than thở của Goten.
Bardock
Bardock (バーダック Bādakku) Bố của Goku và Raditz. Ông có chỉ số sức mạnh là 10.000 (cao hơn nhiều so với những người Saiya bình thường), là phó chỉ huy của quân đội Saiya và là chỉ huy cho một băng nhóm đánh thuê gồm có 4 chiến sĩ Saiya khác là Tora, Fasha, Shugesh và Borgos.
Dragon Ball Z: Bardock - Cha của Goku nói rõ hơn về kết cục của ông. Khi chinh phạt hành tinh Meat, ông đã được truyền khả năng tiên tri, nhờ vậy thấy trước được việc Frieza âm mưu tiêu diệt hành tinh mình. Sau đó nhóm của ông bị Dodoria (Mập đầu đinh) tập kích, chỉ mình ông sống sót. Ông quay về cảnh báo người Saiya nhưng không ai tin. Tuyệt vọng, ông một mình lao lên ngăn chặn kẻ thù và đã hi sinh trong trận chiến với đội quân của Frieza đại đế (Frieza). Trước khi chết, ông đã thấy cảnh con trai mình - Goku sẽ trả thù cho người Saiya, và ông đã mỉm cười trước khi chết.
Trong Moive (Episode Of Bardock), một phim ngắn do fan sáng tác và đã được tác giả không công nhận, ông không chết sau đòn đánh của Frieza mà bị bắn về quá khứ. Ông đã tạo ra huyền thoại về Super Saiya-jin khi đã đạt lên tới Super Saiya-jin và đánh bại Chilled đại vương (kẻ mà có lẽ là tổ tiên của Frieza).
Onio
Onio (オニオ N/A) Một người Saiya dưới trướng Kuriza, con trai Frieza. Khuôn mặt của Onio được lấy từ nhân vật trong Manga Dragon Ball là Supaman xí muội.
Saibamen
Saibamen (栽培マン Cyberman, Cultivars) Thuộc hạ của tất cả người Saiya. Saiba được sử dụng thay cho chủ trong những trận chiến nhàm chán. Có sức mạnh khoảng 1.200 đơn vị (xấp xỉ Ra-đích).

### Chủng tộc Namek
Namek vô danh
Namek vô danh (名も無きNamek Namonaki Namek) Bản thể thống nhất trước đây của Piccolo Daimao (bản ác) và Thượng đế (bản thiện).
Quốc vương Namek [Guru]
Quốc vương Namek (大长老 phiên âm: Đại Trưởng Lão, Saichoro) Người sinh ra toàn bộ dân Namek và Rồng Namek. Do tuổi già sức yếu, ông đã nhường ngôi lại cho ông Muri rồi qua đời.
Nêru [Nail]
Nêru (ネイル Neiru, Nail) Hầu cận của Quốc vương Namek.
Katas [Katattsu]
Katas (海抜 Katattsu) Một trong những Namek đến địa cầu tá túc. Cha của Thượng đế.
Muri [Moori]
Muri (ムリ Moori) Tân quốc vương của Namek. Được Quốc Vương nhường ngôi sau khi qua đời.
Cagô [Cargo]
Cagô (貨物 Cargo) Anh em với Dende. Bị Dodoria sát hại trong Manga Vol 22.

### Chủng tộc Frost
Vua Cold
Vua Cold (コルド大王 Korudo Daiō) Cha của Frieza. Có sức mạnh cao hơn Frieza nhưng vẫn nhanh chóng bị giết dưới tay Trunks Tương lai (Frieza thì bị chém làm đôi, còn cha của Frieza thì bị giết chết bởi một đòn nội lực của Trunks bắn xuyên qua ngực)
Kuriza
Kuriza (クリザ Kūriza) Con trai của Frieza. Chỉ huy của Saiya Onio. Xuất hiện trong Neko Majin Z. Khác với cha và ông nội, Kuriza không phải là người tàn nhẫn.

## Những nhân vật xuất hiện riêng trong Anime

### Anime Series

#### Dragon Ball Z
Vua Vegeta
Vua Vegita (ベジータ王 Bejīta Ō) Bố của Vegeta. Vua của chủng tộc người Saiya. Do sợ bị truất ngôi, ông đã ra lệnh giết con của Paragus là Broly (đứa trẻ sau này đã trở thành Super Saiya-jin huyền thoại). Hầu cận của ông là Zorn. Khi Frieza bí mật tới hành tinh Saiya để tiêu diệt người Saiya, ông phát hiện ra và cùng 2 hầu cận tới phi thuyền của Frieza, nhưng cuối cùng đã bị Frieza giết dễ dàng.

#### Dragon Ball GT
Giru
Giru (ギル Giru) Là con Robot của Bản cô nương. Cũng là một tác phẩm của tiến sĩ Myu.
Majuub (Super Uub)
Majuub (スーパーウーブ Super Uub) Hợp thể của Ma Bư Mập và Ưb trong Baby Saga DBGT. Majuub đã góp công lớn trong trận chiến với Baby và các trận chiến khác trong toàn Dragon Ball GT. Majuub không khác lắm với Ưb. Chỉ khác mái tóc chỏm hơn và bộ áo quần của Ma Bư Mập.
Tiến sĩ Myu (Dr.Myu)
Tiến sĩ Myu (博士ミュウ Dr.Myuu) Một robo tiến sĩ chuyên sản xuất người máy sinh học. Trong DBGT, hắn cùng Kore tạo ra Super Pic.
Rồng sao đen [Black Star Shenron]
Rồng sao đen (黒神龍 phiên âm: Hắc Thần Long, Burakku Suta Shenlong) Đây là con rồng mạnh nhất trong toàn bộ loạt phim Dragonball được tạo ra bởi Namek vô danh. Chính rồng sao đen là kẻ đã làm Goku teo nhỏ trong Dragon Ball GT (Do Piláp vô tình ước với Rồng sao đen). Rồng sao đen có thể làm bất cứ điều gì mà người ta muốn, nhưng, nắm bắt được rằng sau khi ước muốn cái gì các ngọc rồng nhận được rải rác khắp vũ trụ. Điều tệ hại nhất về chúng là nếu bạn không tìm được ngọc rồng sau 1 năm thì hành tinh đã từng sử dụng chúng sẽ bị nổ tung.
Rồng khói đen [Black Smoke Shenron]
Rồng khói đen (Aku Shenlong Tiếng Anh: Evil Shenron) Trong Dragon Ball GT, sau cái chết của Siêu Pic, Goku và bạn bè của mình cùng nhau tìm lại 7 viên ngọc rồng. Thay vì xuất hiện Rồng thiêng, xuất hiện một con rồng đen, đại diện cho năng lượng tiêu cực tích lũy trong nhiều năm (vì ngọc rồng sử dụng năng lượng tích cực). Sau đó, Rồng khói đen được chia thành 7 rồng ác, mỗi con rồng tượng trưng cho mỗi viên ngọc.

#### Băng nhóm rồng
Là băng nhóm rồng gồm bảy con rồng độc ác phân ly từ Rồng khói đen. Mỗi con rồng tương ứng với một viên ngọc rồng.
Rồng 1 sao [Syn Shenron]
Rồng 1 sao (一星龍 Yī Xīng Lóng, One-Star Dragon) Được sinh ra từ điều ước của Pôpô hồi sinh dân Namek . Trong bảy Shadow Dragons, Rồng 1 sao là mạnh nhất. Giống như Rồng 2 sao, rồng 3 sao, Rồng 4 sao, Rồng 5 sao, Rồng 6 sao và Rồng 7 sao, Rồng 7 sao được hình thành từ việc xây dựng năng lượng tiêu cực bên trong Ngọc Rồng. Khi Goku đấu trận đầu tiên với Rồng 1 sao, hắn đã đánh bại Goku dễ dàng cho đến khi Goku được tiếp thêm sức mạnh bởi Gôtên, Ca Lích, và Gôhan. Rồng 1 sao bị đánh bại, nhưng sau đó hắn hấp thụ tất cả các ngọc rồng khác để tiếp cận hình thức cuối cùng của mình: Omega Shenron (gần như là một nhiệt hạch giữa tất cả bảy Dragon Balls, mẫu của hắn đã gần như nhau nhưng hắn nắm giữ tất cả các khả năng của các con rồng khác).
Ở hình dạng cuối, Omega Shenron có sức mạnh đáng sợ khi đánh lại được cả hai Siêu Xayda cấp 4 là Goku và Ca-đích. Cuối cùng Goku phải tập hợp sức mạnh toàn vũ trụ vào quả cầu Genki mới hạ được Omega Shenron.
Rồng 2 sao [Haze Shenron]
Rồng 2 sao (二星龍 Liǎng Xīng Lóng, Two-Star Dragon) Rồng 2 sao là Rồng Khí Độc. Rồng 2 sao sử dụng quyền hạn của mình để tạo ra một ngạt hơi sương mù mà giải quyết trên đất liền và cống bất kỳ người nào tiếp xúc với nó tất cả quyền lực của họ và năng lượng. Rồng 2 sao được sinh ra khi Goku sử dụng ngọc rồng để hồi sinh bố Upa là Bora
Rồng 3 sao [Eis Shenron]
Rồng 3 sao (三星龍 Sān Xīng Lóng, Three-Star Dragon) Thủy Long. Rồng 3 sao và Rồng 4 sao là hai anh em. Rồng 3 sao là con rồng hèn hạ nhất trong bảy Shadow Dragon. Hắn đã biến băng thành chất độc bắn vào mắt Goku làm cậu bị mù.
Rồng 4 sao [Nuova Shenron]
Rồng 4 sao (四星龍 Sì Xīng Lóng, Four-Star Dragon) Hỏa Long. Rồng 4 sao được sinh ra khi Piccolo ước cho mình trẻ lại. Với sức mạnh của mặt trời và lửa lúc xử lý của mình, Rồng 4 sao là một thách thức cho Goku. Những điều cần thực sự có được khi Rồng 4 sao hợp tác với anh em, Rồng 3 sao, tham gia trong cuộc xung đột khác!. Cả rồng 3 sao và rồng 4 sao đều giống hệt thuộc hạ của Piccolo Daimao là Tambourine. Trong bảy Shadow Dragon, chỉ có mỗi mình Rồng 4 sao là có bản chất lương thiện. Trong lúc đưa thuốc giải độc cho Goku, Rồng 4 sao bị Rồng 1 sao bắn lén sau lưng và chết.
Rồng 5 sao [Rage Shenron]
Rồng Điện. Được tạo thành khi sử dụng Ngọc Rồng để hồi sinh cho Son Goku (đã cùng hy sinh để giết Radditz) khi Vegeta và Nappa đổ bộ xuống Trái Đất.
Rồng 6 sao [Oceanus Shenron]
Rồng 6 sao (六星龍 Liù Xīng Lóng, Six-Star Dragon) Rồng của gió. Được sinh ra khi Urôn cướp điều ước của Piláp . Bình thường rồng 6 sao không mang hình thù thực sự mà lại mang hình giáng của công chúa Oto Hime.
'Rồng 7 sao [Naturon Shenron]
Rồng 7 sao (七星龍 Qī Xīng Lóng, Seven-Star Dragon) Là con rồng xấu xí nhất trong băng nhóm rồng khi mang dáng hình một con chuột chũi (lai rồng) khổng lồ. Rồng 7 sao được sinh ra khi hồi sinh những người dân vô tội, trước đó bị Vegeta giết hại (vì muốn Son Goku tranh tài cao thấp với mình), trở lại cuộc sống. Trong Đại hội Võ thuật năm ấy, để thu thập năng lượng đánh thức Ma Bư, BibiĐây đã dùng pháp thuật làm phần tà ác trong Vegeta lớn lên, khiến anh mất đi lý trí và chỉ một mong muốn duy nhất là đánh bại Son Goku.
Sở hữu sức mạnh của Trái Đất, Rồng 7 say mê trong trận động đất gây ra, thành phố xem mùa thu trước khi quyền lực của mình. Rồng 7 sao còn có một sức mạnh khác đó là dung hợp. Trong trận chiến với Goku, Rồng 7 sao đã dung hợp với Pan để gây khó dễ cho Goku.

### Anime Movies

#### Makyan
'Garlic [Gaarikku]
Garlic (ガーリック) Người cùng tranh giành chức thượng đế với Thượng đế. Bị thua cuộc, Garlic kêu gọi năng lực hắc ám toàn bộ Trái Đất nhưng hắn đã bị Thượng đế phong ấn.
Garlic Jr. [Gaarikku Jyunia]
Garlic Jr. (ガーリックJr.) Con trai của Garlic. Trong Movie Dead Zone, hắn đã gọi rồng thiêng ban cho mình cuộc sống vĩnh cửu. Lúc chiến đấu với nhóm Goku, hắn đã sử dụng tuyệt chiêu để giam nhóm Goku vào địa ngục sâu thẳm nhưng kẻ dính đòn lại là hắn.

#### Dragon Ball Z: The Tree of Might
Turles [Taresu]
Turles (ターレス Tāresu, Tullece) Một người Saiya giống hệt Goku. Xuất hiện trong The Tree of Might. Trong Movie, Turles nhờ ăn hạt cây thần nên có sức mạnh tới khoảng 30.000 đơn vị, vượt trội Goku khi đó. Hắn có ý định gieo hạt cây thần lên Trái Đất nhằm hút cạn sinh lực hành tinh cho mình tăng sức mạnh, và định thu phục cha con Goku làm tay chân đắc lực, nhưng sau đó đã bị tiêu diệt. Trong Dragon Ball Z Gaiden: Kế hoạch tiêu diệt tận gốc chủng tộc Saiya, Turles được hồi sinh nhưng nhanh chóng bị tiêu diệt lần nữa.

#### Dragon Ball Z: Lord Slug
Lord Slug
Trong Movies: Lord Slug)Hắn là một người Namek thuần chủng, chạy nạn cùng thời với Piccolo, khác với Piccolo, hắn được gởi tới hành tinh Slug, ở đó, nhờ các khả năng của người Namek (Siêu Namek), hắn leo lên ngôi vua (Lord), từng bước đem quân đi thôn tính vũ trụ. Khi về già, hắn đã đến được Trái Đất, khi đi qua Trái Đất, hắn lao hành tinh của mình vào Trái Đất, Goku và Krillin phải rất vất vả mới phá hủy được nó, cả hai đã ngất lịm. Trong lúc đó căn cứ của Slug đã hạ xuống Trái Đất, gây tò mò cho Gohan, Bulma và Uron và những người khác. Nhờ viên ngọc trên mũ của Gohan và sơ suất của Bulma, hắn đạt ước mơ trẻ mãi. Gohan lúc này đang bị đàn em của Slug dần tơi tả, Piccolo xuất hiện cũng không giúp được Gohan. Tính mạng Gohan và Piccolo đang lúc ngàn cân treo sợi tóc, Goku và Krillin tỉnh lại và giải cứu kịp lúc. Một cuộc thư hùng nổ ra giữa Goku và Slug. Slug với sức mạnh của một siêu Namek sớm dần cho Goku tơi tả. Phải nhờ tới Piccolo và bản nhạc gọi rồng của Gohan, Goku mới hạ được hắn.

#### Dragon Ball Z: Cooler's Revenge và Dragon Ball Z: Return of Cooler
Cooler
Cooler (クウラ Kūra) Anh trai của Frieza. Xuất hiện trong 2 tập phim DBZ là Cooler's Revenge, Return Cooler. Có sức mạnh vượt trội hơn cha và em trai mình, Cooler có thái độ thù địch và khá coi thường Frieza.
Cooler ban đầu đến Trái Đất để trả thù cho cha và em trai, nhưng bị tiêu diệt bởi Goku. Nhưng Cooler chưa chết, tuy thể xác bị hủy nhưng trí não của hắn kịp hợp nhất với một bộ não điện tử, từ bộ não đó hắn chế tạo và điều khiển hàng ngàn bản sao máy của mình. Cuối cùng bộ não điện tử bị tiêu diệt bởi Goku hợp sức với Ca-đích.

#### Dragon Ball Z:  Super Android 13!
Android 13
人造人間１３号 ( Jinzōningen Jū San) là sản phẩm thứ 13 của tiến sĩ Gero. Được tạo ra để tiếp tục báo thù Songoku và có thể biến hình 1 cấp thành Siêu Adroid 13. Ở cấp độ siêu Adroid,Adroid 13 đã thắng cả Songoku, Cadic, Pôcôlô và Calích tương lai, sau đó Songoku đã phải dùng quả cần Genki để tiêu diệt hắn. Adroid #13 xuất hiện lần đầu tiên trong movie Dragon Ball Z 7: Super Android 13!.

#### Dragon Ball Z: The Legendary Super Saiyan và Dragon Ball Z: Broly - Second Coming
Broly [Burori]
Broly (ブロリー Burorī) Super Saiya-jin huyền thoại. Con trai của Paragus. Bản chất vốn độc ác nên Broly bị khống chế bởi Vòng Broly. Trong Vòng Broly có một Broly khác là Broly SS Huyền thoại. Sau khi chết bởi Kamêjôkô của 3 cha con Goku, thân xác của Broly được tiến sĩ Men-Men đem về tạo ra một bản thể hoá học. Đó chính là Bio-Broly
Broly sinh cùng ngày với Kakarotto (Goku), khi mới sinh chỉ số sức mạnh của Broly là 10.000, trong khi đó Goku chỉ là 2, mạnh hơn rất nhiều người Saiya khác. Điều đó làm cho vua Vegeta (cha của Vegeta - Ca Đic) lo ngại, vì có thể lớn lên sẽ trở thành mối hiểm họa cho ông ta. Bởi vậy ông giao cho Paragas - cha của Broly nhiệm vụ phải xử tử con trai mình. Nhưng Paragas không đồng ý, vì vậy vua Vegeta đã xử tử cả hai bố con rồi ném ra bãi rác, nhưng cả hai bố con đều chưa chết.
Vì lo sợ huyền thoại về Siêu Xay-da sẽ giành ngôi bá chủ vũ trụ của mình, Frieza đã ra tay hủy diệt hành tinh này. Nhưng nhờ vào sức mạnh của Broly đã tạo nên một vòng bảo vệ đặc biệt, cứu thoát cả hai cha con khi hành tinh Xay-da nổ tung.
Nhưng do bản tính hung ác tàn phá, nên Paragas rất lo sợ đứa con của mình, do vậy ông đã chế tạo ra một thiết bị đặc biệt để kiểm soát bản tính đó của Broly, và dùng Broly để phục vụ cho âm mưu thống lĩnh vũ trụ.
Vẫn còn hận việc xưa nên Paragas đã đến Trái Đất để tìm Ca Đic, viện cớ là có một "Siêu Xay-da huyền thoại" đang tàn phá hành tinh ông ta(Paragas gọi đó là "Hành tinh Xay-da mới") để dụ Ca Đic và tiêu diệt anh ta. Nhưng cuối cùng âm mưu cũng bại lộ. Goku thì được Thần Vũ trụ báo tin là có 1 tên đã phá hủy tất cả hành tinh thuộc dải Ngân hà phía Nam, và đang tiến dần lên dải Ngân hà phía bắc, nên Goku đã đến đúng hành tinh Vegeta để tìm hắn và gặp các đồng đội của mình ở đây. Broly lộ rõ bản tính hung ác của mình khi gặp lại Goku (chắc do ngày xưa Goku khóc quá trời nên hắn bực mình), và Paragas mất kiểm soát hoàn toàn trước Broly, cuối cùng bị chính con trai mình giết (trước khi chết hắn còn nói "Bị chính con trai của mình giết là số phận của người Xay-da sao?").
Goku và nhóm bạn quả nhiên không phải là đối thủ của Broly, do đó tất cả bị dần cho tơi tả, nhưng cuối cùng nhờ vào sự trợ giúp của Ca Đic, Gô Han, PôCôLô, Ca Lích - Goku cũng tiêu diệt được Broly. Nhưng hắn chưa chết, hắn đã thoát được đòn Kamejoko của Goku và bị thương rất nặng, chui vào phi thuyền đã đưa hắn về Trái Đất và bị giam trong một ngôi làng pha lê hẻo lánh ở Trái Đất mà ở đó đang bị quấy rối bởi một con khủng long. Trong manga "Dragon Ball - Brolyl Second coming" sản xuất năm 2011, nhờ nghe tiếng khóc lừa Videl của Goten (Trong phần này, Goten, calich, videl đi tìm ngoc rồng để thỏa mãn phiêu lưu, Goku đã chết) hắn nhớ lại lúc nhỏ ở Saiya, Goku khóc nhiều quá khiến hắn tỉnh lại và bị ám ảnh vì Goten giống Goku hắn dần cho nhóm Videl tơi tả. Nhờ có sự giúp đỡ của Calich và Videl và Goku, hai anh em Gohan mới thổi bay hắn vào vũ trụ.

#### Dragon Ball Z: Fusion Reborn
Gogeta
Hợp thể của Vegeta và Goku khi sử dụng Dance Fusion. Gogeta mang giọng nói kép có chứa cả Goku và Vegeta. Lần đầu tiên Gogeta xuất hiện là trong Movie Dragon Ball Z Fusion Reborn chiến đấu với Janemba. Lần đầu tiên kết hợp, do Vegeta chưa để ngón tay thẳng tắp vào tay Goku nên lần kết hợp đó thất bại. Bản kết hợp chưa hoàn chỉnh của họ là Veku và bị Janemba đánh không thương tiếc. Trong Dragon Ball GT, Super Saiya-jin Gogeta cấp 4 đã áp đảo Omega Shenron.

### Dragon Ball Z: Wrath of the Dragon

#### Tabion
Tabion (タピオン Tapion) Một người Konatsian. Xuất hiện trong Warth of the Dragon. Cậu luôn trang bị thanh kiếm của Thiên Chúa. Sau này thanh kiếm của cậu được chuyển cho Ca Lích. Mái tóc của cậu màu ánh đỏ và giống Kaiô. Em cậu là Minotia đã hi sinh trong trận chiến với Hirudegarn. Tên của cậu là sự chơi chữ của khoai mì (tapioca).

### Anime đặc biệt

#### Dragon Ball Z: Episode of Bardock
Tora [Toma]
Tora (トマ Toma) Là một thành viên của Băng nhóm Bardock. Tora là người bạn thân nhất của Kakalát. Hai người họ luôn coi nhau như anh em. Trong khi Tora cùng Fasha, Shugesh và Borgos tiêu diệt hành thịt, bốn người họ bị Dodoria phục kích và tiêu diệt. Trước khi ngã xuống, Tora đã nói cho Kakalat về hành động tiêu diệt người Saiya của Frieza. Tên của Tora là một sự chơi chữ cà chua (tomato).
Fasha [Celipa]
Fasha (セリパ Celipa) Là một thành viên và phụ nữ duy nhất trong Băng nhóm Kakalát. Ở hành tinh Thịt, Fasha cùng Tora, Shugesh, Borgos bị Dodoria phục kích tiêu diệt. Tên của Fasha là chơi chữ của rau mùi tây (parsley).
Shugesh [Panbukin]
Shugesh (Panbukin) là một thành viên trong Băng nhóm Kakalát. Trên mặt của Shugesh có một vết xước nhỏ do bị một người Kanassan cắt trong cuộc chiến giữa hành tinh Kanassan và Băng nhóm Kakalát dưới dạng Khỉ đột Khổng lồ. Ở hành tinh thịt, Shugesh cùng các thành viên còn lại của Băng nhóm Kakalát bị Dodoria phục kích tiêu diệt. Tên của Shugesh là chơi chữ của bí ngô (pumpkin).

#### Dragon Ball: Yo! Son Goku and His Friends Return!!
Tarble
Tarble (ターブル Tāburu) Em trai ruột của Vegeta. Có vợ tên là Gure. Lúc nhỏ do Tarble có sức chiến đấu quá ít nên Vua Saiya đã gửi Tarble đến một hành tinh khác. Sau này, hành tinh của Tarble và Gure bị 2 anh em Abo và Cado xâm chiếm nên cậu mới tới Trái Đất để cứu vegeta
1. ↑  Manga DB vol.2 (bộ mới)